# 로저스 센터
로저스 센터(영어: Rogers Centre)는 캐나다 온타리오주 토론토에 위치한 다목적 돔 경기장이다. 원래는 시민들의 공모를 통해서 스카이 돔(영어: SkyDome)이라고 이름을 지었지만 2004년 11월에 로저스 커뮤니케이션스 사가 인수하면서 이름이 스카이 돔에서 로저스 센터로 바뀌었다. 세계 최초의 개폐식 돔 구장이며, 일본의 후쿠오카 돔의 모델이 되기도 하였다. CN 타워 바로 옆에 위치해 있으며 온타리오호와 가깝다. 현재 메이저 리그 베이스볼의 토론토 블루제이스의 홈경기장으로 사용하고 있다. 또한 대규모의 공연이 열리기도 하며 무역박람회 등을 개최해 컨벤션 센터의 기능도 하고 있다.

## 역사

로저스 센터 외관

스카이 돔은 1986년 4월부터 약 3년간 공사를 하여 1989년 5월에 완공되었다. 설계는 로드 로비(Rod Robbie)와 마이클 알렌(Michael Allen)이 맡았으며, 토론토의 엘리스 돈 건설(Ellis-Don Construction)이 공사를 시행했다. 건설비용은 5억 7천만 캐나다 달러(한화 약 5,300억)이며, 비용은 캐나다 정부와 온타리오 주 정부 및 30개가 넘는 기업 연합체가 부담했다. 명목상으로는 다목적 스타디움의 건설이었만 실제로는 메이저 리그의 팀인 토론토 블루제이스가 신구장이 필요했던 것이 건설의 결정적인 이유가 되었다(1989년까지 블루제이스는 비좁고 노후화된 엑시비션 스타디움을 홈구장으로 사용했다).
스카이 돔의 첫 경기는 1989년 6월 5일에 5만 수천여명의 관중이 꽉 찬 상태에서 열린 홈 팀인 토론토 블루제이스와 밀워키 브루어스와의 경기였다. 이 경기에서 블루제이스는 브루어스에게 3대5로 패한다. 하지만, 이후부터 블루제이스가 좋은 성적은 거둔 것(1989년 지구우승, 1991년 리그우승, 1992년, 1993년 월드 시리즈우승)과 당시 가장 좋다고 할 수 있는 시설의 상승효과로 스카이 돔은 1991년에 시즌 관중 수가 400만명을 돌파한 최초의 메이저 리그 경기장이 된다(그 후 1993년까지 400만명 이상의 관중을 동원했다). 이러한 스카이 돔의 첫 5년은 성공한 경기장으로 평가를 받았다.
이렇게 화려한 시기를 보내는 한편, 스카이 돔의 건설에 비용을 지불했던 30여개의 기업 연합체가 거액의 채무에 고통받았으며, 많은 수의 관중을 동원한 1990년대 초반에는 정부로부터 거액의 자금원조를 받았다. 하지만, 1990년대 중반부터 블루제이스의 부진으로 인해 자금회수가 줄어들게 되었고, 기업 연합체에 의한 스카이 돔 운영회사는 1998년에 파산하고 만다. 그 후, 스카이 돔의 경영은 미국의 시카고에 있는 투자 그룹인 스포츠코 인터내셔널이 잠시 맡게 된다.
1990년 4월 1일, WWF 레슬매니아 6이 개최되었다. 관중 수는 67,678명
2002년 3월 17일, WWE 레슬매니아 18이 개최되었다. 관중 수는 68,237명
2004년가을에 블루제이스의 모회사인 로저스 커뮤니케이션스가 스포츠코 인터내셔널로부터 스카이 돔을 매수한다. 매수금액은 건설비용의 5%밖에 안되는 2,500만 캐나다 달러에 불과했다.
2005년 2월에는 로저스 커뮤니케이션스가 3년 계약으로 스카이 돔에서 로저스 센터로 이름을 변경한 것을 발표한다. 이 명칭의 변경으로 인해 스카이 돔이라는 이름에 애착을 가지고 있던 토론토 시민과 보도진을 중심으로 비판의 소리가 나왔으며, 이름을 바꾼 후에도 스카이 돔이라고 계속 부르는 사람들도 존재한다. 하지만, 매수 후의 로저스 커뮤니케이션스의 움직임은 적극적이었는데, 최신기술에 의한 대형 전광판 설치와 필드터프라고도 불리는 천연잔디에 가까운 인조잔디의 부설 등 로저스 센터의 매력을 재구축하는데에 힘들 쓴다.
2005년 5월에는 캐나디안 풋볼 리그(CFL)의 팀 중 하나인 토론토 아고노츠와 이후 로저스 센터를 15년간 사용하는 것으로 합의가 맺어졌다. 이로 인해 토론토 아고노츠는 2020년까지 로저스 센터를 홈으로 사용하게 되는데, 아고노츠는 5년마다 계약을 갱신할지 안할지 결정하는 옵션이 붙어있다. 동시에 아고노츠는 요크 대학의 건설중에는 새로운 경기장으로 이전하지 않겠다고 발표했다.
또, 토론토 블루제이스와 토론토 아고노츠가 홈으로 사용하는 것 이외에도 1995년에 창설된 NBA의 팀인 토론토 랩터스도 1999년까지 스카이 돔을 홈으로 사용했다.
2008년이후에는 NFL에 소속되어 있는 버펄로 빌스의 공식 경기가 1년에 한경기 정도 하게 된다는 것이 발표되기도 했다.
2010년부터는 마는 것이 가능한 천연잔디에 가까운 인조잔디인 애스트로 터프로 바뀌게 되었다.
2012년 2월에는 로저스 센터의 천연잔디화가 검토되고 있는 것이 밝혀졌으나 추운 날씨 때문에 좌절됐으며 2020년에는 코로나 19 대유행 때문에 뉴욕주 버펄로에 위치한 살렌 필드에서 홈경기를 치뤘고 다음 해인 2021년 초반에는 코로나 19 대유행 탓인지 살렌 필드에서 홈경기를 개최했다.

## 같이 보기
- 메이저 리그 베이스볼의 야구장 목록

### 인터넷 매체
- CBC 기록보관소 – How the roof works with the architect 1989.
- 구글 위성 사진
- 구글 어스로 본 스카이 돔 3D 이미지 보관됨 2008-06-14 - 웨이백 머신

### 웹사이트
- 로저스 센터 공식 웹사이트
- 볼파크 다이제스트 로저스 센터를 방문하다.

| 메이저 리그 베이스볼 올스타전 개최 경기장 |                 |                  |
| 1990년                                    | 1991년 스카이돔 | 1992년           |
| 리글리 필드                               | 1991년 스카이돔 | 잭 머피 스타디움 |
|                                           |                 |                  |
|                                           |                 |                  |